# Alberth Villalobos
Alberth Mauricio Villalobos Solís (Grecia, 25 de enero de 1995) es un futbolista costarricense. Juega como delantero y su actual equipo es la Asociación Deportiva San Carlos de la Liga Promerica de Costa Rica.

## Trayectoria

### Inicios de su carrera
Villalobos se inició en las ligas menores de LD Alajuelense, llegó a jugar con el conjunto de Club Deportivo Alajuela Junior en la Liga de Ascenso, donde logró gran cantidad de goles con este cuadro, fue dado a préstamo a la AD Carmelita en el 2016 donde comenzó a mostrar sus condiciones como atacante, volvió a al cuadro de Alajuelense donde al no encontrar oportunidad ni campo, fue contratado por el equipo del Municipal Grecia en la Segunda División de Costa Rica donde fue uno de los principales futbolistas en el ascenso de este equipo a la Primera División, en el Torneo de Clausura 2018 fue el máximo anotador del equipo con 7 tantos. 
Su buen nivel con Grecia hizo que fuera contratado para el Torneo de Apertura 2018 con el C.S. Herediano.
Villalobos consiguió dos títulos con Herediano en el 2018, en el mes de noviembre obtiene el título de la Liga Concacaf tras vencer en la final al Motagua de Honduras en Tegucigalpa, tras ganar en el global 3 a 2, en el juego de ida derrotaron a los catrachos 2 a 0 en el Estadio Rosabal Cordero, y en la vuelta perdieron el juego 2 a 1 en el Estadio Tiburcio Carias.
Luego el 23 de diciembre del 2018, consigue Herediano su cetro número 27 tras vencer en la Final del Apertura 2018, al Deportivo Saprissa 5 a 4 en el global, empatando en la ida 2 a 2 en el Rosabal Cordero, y ganar en la vuelta 3 a 2 en el Estadio Ricardo Saprissa.
Para el Torneo de Clausura 2019 fue cedido a préstamo al A. D. San Carlos.
En este torneo Villalobos levantaría su segundo título consecutivo y primero con los “Toros del Norte” al ganar la Final de la Segunda Fase del Clausura 2019 ante el Deportivo Saprissa al empatar 1 a 1 de visita en Tibás y empatar sin goles en la vuelta y por el criterio de gol de visitante dejarse la serie.

### Selección costarricense
El 18 de enero de 2019 el delantero entra en la lista de convocados por el seleccionador nacional, Gustavo Matosas, para el fogueo ante Estados Unidos del 2 de febrero.
Debutó ante los Estados Unidos en partido amistoso en San José, California al ingresar al terreno de juego al minuto 55 en sustitución de José Rodolfo Alfaro.

## Clubes

### Como futbolista
| Club                           | País       | Año               |
| ------------------------------ | ---------- | ----------------- |
| Club Deportivo Alajuela Junior | Costa Rica | 2014 - 2015       |
| AD Carmelita                   | Costa Rica | 2015              |
| Club Deportivo Alajuela Junior | Costa Rica | 2016              |
| Municipal Grecia               | Costa Rica | 2016 - 2018       |
| C.S. Herediano                 | Costa Rica | 2018              |
| A.D. San Carlos                | Costa Rica | 2019              |
| C.S. Herediano                 | Costa Rica | 2019 - 2020       |
| A.D. San Carlos                | Costa Rica | 2020              |
| C.S. Herediano                 | Costa Rica | 2020              |
| Municipal Grecia               | Costa Rica | 2020 - 2021       |
| C.S. Herediano                 | Costa Rica | 2021              |
| Guadalupe F. C.                | Costa Rica | 2021              |
| Deportivo Mixco                | Guatemala  | 2021 - 2023       |
| A.D. San Carlos                | Costa Rica | 2023 - Actualidad |

## Palmarés
| Título                                 | Club             | País       | Año                  |
| -------------------------------------- | ---------------- | ---------- | -------------------- |
| Campeón Segunda División de Costa Rica | Municipal Grecia | Costa Rica | Liga de Ascenso 2017 |
| Campeón Primera División de Costa Rica | CS Herediano     | Costa Rica | Apertura 2018        |
| Campeón Primera División de Costa Rica | A.D. San Carlos  | Costa Rica | Clausura 2019        |
| Campeón Primera División de Costa Rica | CS Herediano     | Costa Rica | Apertura 2019        |

### Campeonatos internacionales
| Título             | Club         | Lugar       | Año  |
| ------------------ | ------------ | ----------- | ---- |
| Liga Concacaf 2018 | CS Herediano | Tegucigalpa | 2018 |